# Tilapia bakossiorum
Tilapia bakossiorum é uma espécie de peixe da família Cichlidae.
É endémica de Camarões.